# Freeze (esposizione)

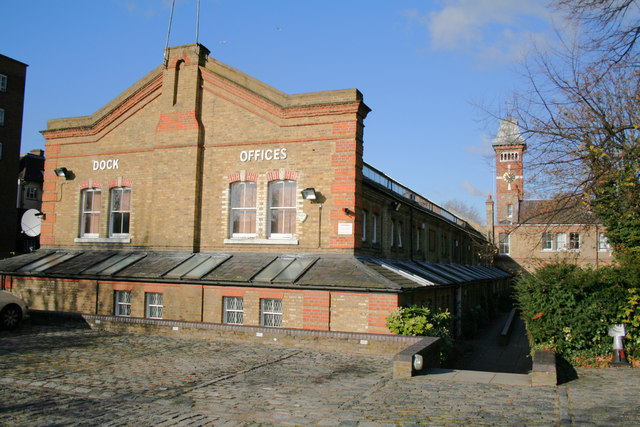
L'edificio dei Dock Offices nella zona sudorientale di Londra, dove nel luglio 1988 si tenne la mostra "Freeze".

Freeze è il titolo di una mostra allestita a Londra nel luglio 1988 all'interno dei Dock Offices, ex uffici portuali ormai abbandonati nella zona delle London Docklands nota come Surrey Commercial Docks (ora Surrey Quays, a Rotherhithe). L'esposizione fu organizzata da Damien Hirst insieme ad altri giovani studenti del Goldsmiths Art College e, stando almeno a quanto si tramanda, avrebbe tenuto a battesimo il neonato gruppo di artisti poi chiamato Young British Artists (YBAs).

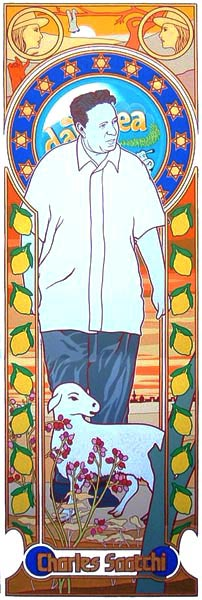
Charles Saatchi in un dipinto di Paul Harvey del 2009.

## Allestimento e organizzazione
Preceduta a febbraio da una più modesta esposizione delle opere di Angus Fairhurst, Freeze ebbe in lui e negli altri studenti del Goldsmiths dei validi promotori, soprattutto perché riuscirono ad attirare l'attenzione di Charles Saatchi, un veterano della pubblicità e noto collezionista anglo-iracheno particolarmente interessato alle novità. Non a caso, infatti, Hirst e i suoi amici avevano imitato lo stile spettacolare della prima galleria d'arte aperta qualche anno prima (1985) da Saatchi in St John's Wood trasformando un vecchio colorificio fatiscente. Lo stesso collezionista intervenne alla mostra, acquistò un'opera esposta da Mat Collishaw e in seguito giocò un ruolo decisivo nell'assicurare ampia visibilità al gruppo degli YBAs. 

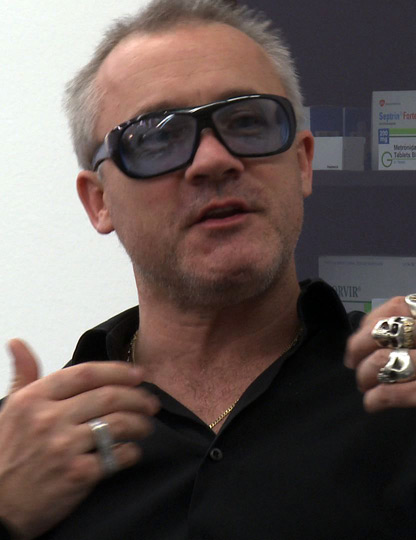
Damien Hirst, ideatore e principale organizzatore di Freeze.

A sua volta Michael Craig-Martin, tutore al Goldsmiths Art College e insegnante di molti dei giovani espositori, fece buon uso della propria influenza nel mondo artistico londinese per convincere i critici Norman Rosenthal e Nicholas Serota a visitare la mostra. Vent'anni dopo, in un'intervista a Brian Sherwin, affermò: «Ho sempre cercato di aiutare i miei studenti con ogni mezzo a mia disposizione, soprattutto nei primi anni dopo aver terminato la scuola. So, per esperienza personale, quanto siano difficili. Ho fatto lo stesso con Damien e la mostra Freeze. Ho incoraggiato la gente ad andarla a vedere; non l'avrei mai fatto se non fossi stato convinto che si trattava di un'esposizione straordinariamente interessante. Perché far perder tempo alla gente? Mi diverte il fatto che così tante persone pensino che quanto avvenuto allora fosse tutto calcolato e perfettamente predisposto: in realtà si trattò di un mix fra goliardia giovanile, ingenuità, tempismo, fortuna e, naturalmente, opere valide.»
Inoltre il catalogo di Freeze conteneva degli elementi di valore sorprendentemente alto per un'esposizione di studenti: dall'impaginazione e grafica curate dal pakistano Tony Arefin al saggio dell'autorevole critico d'arte Ian Jeffrey. Il bel volume patinato e professionale venne finanziato da Olympia & York che, insieme alla London Docklands Development Corporation, erano sia gli sponsor della mostra che i titolari della ristrutturazione e commercializzazione dell'area.
Anche l'ambiguo titolo Freeze ("congelamento" da un lato, ma inteso pure come "fermo immagine") sembra derivare dalla descrizione in catalogo dell'enorme fotografia montata in 15 riquadri retroilluminati di Mat Collishaw Bullet Hole: essa mostra il "buco di proiettile" in una testa umana, in una sorta di «congelamento del momento dell'impatto, un attimo conservato, un fermo immagine». Ironia della sorte, l'inaugurazione della mostra dal titolo raggelante coincise con un momento di gran calore in seguito allo scoppio di un incendio in un vicino caseggiato a torre e, come poi raccontò Gary Hume, «il fumo e le fiamme ondeggianti sembravano un lampione acceso proprio per la nostra mostra, una sorta di presagio portentoso».

## Artisti partecipanti
- Steven Adamson
- Angela Bulloch
- Mat Collishaw - Bullet Hole
- Ian Davenport

- Angus Fairhurst
- Anya Gallaccio
- Damien Hirst
- Gary Hume - dipinti su porte

- Michael Landy
- Abigail Lane
- Sarah Lucas
- Lala Meredith-Vula

- Stephen Park
- Richard Patterson
- Simon Patterson - nomi da parete
- Fiona Rae

## Freeze 2
L'incredibile successo di Freeze suggerì la riproposizione della formula in una seconda mostra, Freeze 2 appunto, allestita qualche mese dopo con alcuni degli artisti che avevano già partecipato alla prima, ma soprattutto con nuovi volti provenienti da altre scuole d'arte londinesi. L'esposizione fu recensita dal critico Sacha Craddock e la BBC la documentò con filmati e interviste ad alcuni partecipanti, mandate successivamente in onda.